# Adam Szczypiorski

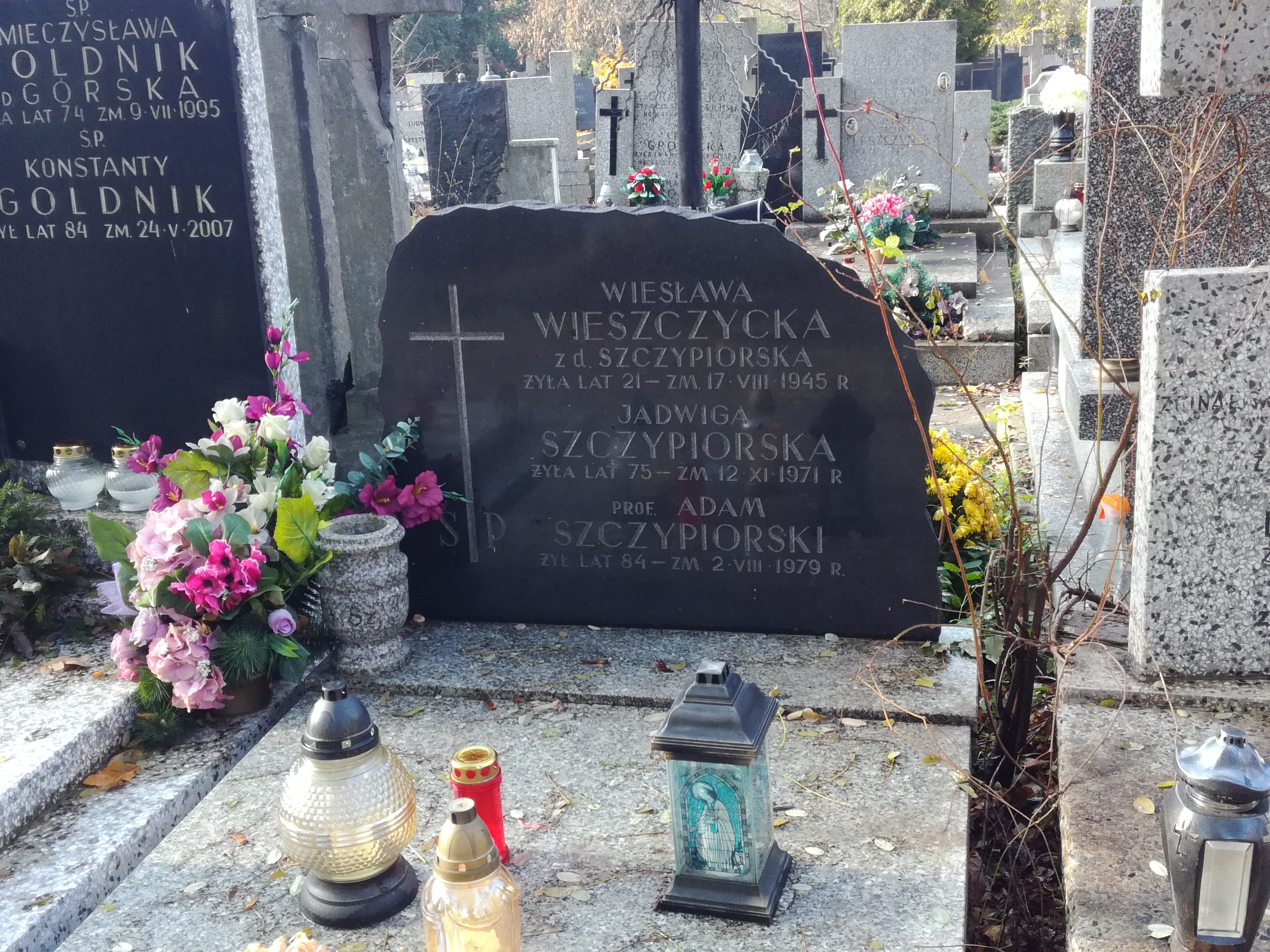
Grób Adama Szczypiorskiego na cmentarzu Bródnowskim

Adam Szczypiorski, ps Orwicz, A.S., J.G. (ur. 10 października 1895 w Bystrzycy k. Radomska, zm. 3 sierpnia 1979 w Kruku) – historyk, polski polityk, działacz związkowy, poseł na Sejm II RP, współzałożyciel Komitetu Obrony Robotników i Komitetu Samoobrony Społecznej KOR, uczestnik protestów przeciwko zmianom w konstytucji Polskiej Rzeczypospolitej Ludowej.

## Życiorys
Od 1913 członek PPS. Walczył jako ochotnik w wojnie polsko-bolszewickiej.
W latach 1919–1928 członek Okręgowego Komitetu Robotniczego PPS w Warszawie. W okresie 1921–1928 członek Rady Naczelnej PPS. Reprezentował PPS w Radzie Miejskiej Warszawy. Ławnik Magistratu Miasta Stołecznego Warszawy w 1927 roku.
W latach 1928–1930 poseł na Sejm II kadencji wybrany z listy PPS. Pozostał piłsudczykiem również wtedy, gdy drogi PPS i Piłsudskiego się rozeszły. Należał do grupy zwolenników Józefa Piłsudskiego, pod przywództwem Jędrzeja Moraczewskiego, która dokonała w PPS rozłamu, zakładając ugrupowanie PPS – dawna Frakcja Rewolucyjna.
Był jednym z organizatorów kas chorych – powszechnego ubezpieczenia zdrowotnego wprowadzonego w Polsce międzywojennej (zarząd Kas był tradycyjnie w rękach członków PPS). Członek Instytutu Gospodarstwa Społecznego, członek zarządu Stowarzyszenia Budowy Domów dla Dozorców i Służby Domowej. Funkcje te sprawował społecznie – był nauczycielem gimnazjalnym.
W latach 1931–1939 sekretarz generalny Centralnego Komitetu Robotniczego PPS – dawna Frakcja Rewolucyjna, równocześnie sekretarz generalny Centralnego Zrzeszenia Klasowych Związków Zawodowych.
Po napaści Niemiec i ZSRR na Polskę we wrześniu 1939 uczestnik obrony Warszawy.
W czasie okupacji należał do PPS-WRN, zajmował się tajnym nauczaniem, współdziałał w akcji ratowania Żydów. W czasie powstania warszawskiego wywieziony do obozu koncentracyjnego Sachsenhausen.
W latach 1945–1955 na emigracji w Szwecji i Wielkiej Brytanii (zajął się organizowaniem szkolnictwa polskiego na Zachodzie), współtworzył Polski Uniwersytet Na Obczyźnie, wykładał w londyńskiej Szkole Nauk Politycznych.
Działał w strukturach PPS na emigracji. Uczestniczył m.in. w II Zjeździe PPS w Lens w 1952, zaś na III Zjeździe PPS w Calais w czerwcu 1955 wybrany do Centralnego Sądu Partyjnego (nie przyjął jednak funkcji).
Po usilnych namowach swojego syna, Andrzeja Szczypiorskiego, wrócił wraz z żoną w 1955 do Polski. Po przyjeździe do PRL pracował w Instytucie Historii Kultury Materialnej PAN. Zajmował się demografią historyczną.
W grudniu 1975 roku był sygnatariuszem protestu przeciwko zmianom w Konstytucji Polskiej Rzeczypospolitej Ludowej (List 59). W 1976 członek założyciel Komitetu Obrony Robotników.
Za wstąpienie do KOR (którego był jednym z najstarszych członków) władze komunistyczne usunęły go z Komisji Demograficznej PAN.
Pochowany na cmentarzu Bródnowskim w Warszawie (kwatera 25C-1-12).

## Odznaczenia (lista niepełna)
- Krzyż Komandorski Orderu Odrodzenia Polski – 2006, pośmiertnie[4]